# Barton-le-Clay
Barton-le-Clay è un paese di circa 5 000 abitanti della contea di Bedford (Bedfordshire), in Inghilterra.